# Коресес
Коресес (ісп. Coreses) — муніципалітет в Іспанії, у складі автономної спільноти Кастилія-і-Леон, у провінції Самора. Населення — 1159 осіб (2010).
Муніципалітет розташований на відстані близько 200 км на північний захід від Мадрида, 11 км на північний схід від Самори.
На території муніципалітету розташовані такі населені пункти: (дані про населення за 2010 рік)
- Коресес: 1111 осіб
- Ла-Естасьйон: 46 осіб
- Сан-Пелайо: 2 особи

## Демографія
Динаміка населення (INE ):